# كابانيما، بارانا
كابانيما بلدية في ولاية بارانا في المنطقة الجنوبية من البرازيل.